# لری جی. سیکرست
لری جیمز سیکرست (Larry James Sechrest) (زادهٔ ۱۲ اکتبر ۱۹۴۶ – درگذشت ۳۰ اکتبر ۲۰۰۸)، اقتصاددان آمریکایی بود که از نظریات مکتب اتریش طرفداری می‌کرد. او استاد اقتصاد در دانشگاه ایالتی سول‌راس و رئیس مؤسسه فری انترپرایز این دانشگاه بود.

## حرفه
پس از کار به عنوان مربی در دانشگاه تگزاس در آرلینگتون، سیکرست در ۱۹۹۰ میلادی به هیئت استادان دانشگاه ایالتی سول‌راس پیوست. در ۱۹۹۱ میلادی، او رئیس مؤسسه فری انترپرایز این دانشگاه شد. کتاب او تحت عنوان «بانکداری رایگان: نظریه، تاریخچه و مدل لِسه فِر» در ۱۹۹۳ میلادی توسط کووروم بوکس به نشر رسید. او در ۲۰۰۲ میلادی به درجه استاد تمام ترفیع نمود.
سیکرست یک لیبترین بود و به ترویج ایده‌های مکتب اقتصادی اتریش می‌پرداخت. نخستین دانشمندانی که بر وی تأثیر گذاشتند مشتمل بودند بر اقتصاددان اتریشی چون لودویگ فن میزس، فردریش هایک و موری راتبارد و همچنین دانشمندان غیر اقتصادی چون ادموند برک و آین رند. او از بانکداری آزاد و آنارکو-کاپیتالیسم حمایت می‌کرد.
سیکرست با مقاله‌ای که در مجله لیبرتی در ۲۰۰۴ میلادی نوشت، موجب ایجاد مناقشه شد. در این مقاله که دارای عنوان «یک شهر کوچک عجیب در تگزاس» بود، او شهر آلپاین در تگزاس، جاییکه سول‌راس استیت واقع شده‌است، را توصیف نمود. او از آب و هوا، فضاهای باز و نرخ پایین جرم در این شهر تمجید کرد، اما گفت که شهروندان آنجا «احمق» و «مادرزادی» بودند و این منطقه را «خانه پرافتخار برخی احمق‌ترین بی‌شعورها در سیاره» خواند. او انتقاد خود را بر محل کارش که دانشگاه بود، گسترش داده و اظهار داشت که دانشجویان سطح فوق لیسانس آن «هنوز هم در سطح دانشجویان کلاس ۱۲ ام بودند» و تنها «از طریق زشت‌کاری استادها و مدیران» فارغ می‌شدند. زمانی که کپی‌های این مقاله به اطراف شهر رسید، واکنش‌ها اغلب خصمانه بودند. او تهدید به مرگ شد و پیام‌های قبیح دریافت کرد و ملک او نیز ویران شد. رئیس دانشگاه سول‌راس نظریات سیکرست را تکذیب نمود، اما نمی‌توانست هیچ اقدام رسمی انجام دهد، چون هنوز مدت قرارداد سیکرست تمام نشده بود. دانشجویان تهدید به بایکوت کلاس‌های او کردند. شهردار شهر با اعلام «هفته‌ی: ما آلپاین را دوست داریم» با گردهمایی و رژه، به این نظریه‌ها واکنش نشان داد. این مناقشه در نهایت فروکش نمود و سیکرست به تدریس خود در دانشگاه ادامه داد.
سیکرست مقاله‌های متعددی در ژورنال‌های دانشگاهی از جمله ژورنال اقتصاد، ژورنال اقتصاد و علوم مدیریتی آفریقای جنوبی، نقدنامه اقتصاد اتریشی و ژورنال مقالات منطقی منتشر نمود. او همچنین برای رسانه‌های غیر علمی چون لیبرتی، فری‌من و فری‌رادیکال می‌نوشت. او عضو هیئت ویراستاری ژورنال فصلی اقتصاد اتریشی و عضو هیئت مشاورتی ژورنال مطالعات آین رند بود. او عضو آکادمی علوم نیویورک بود.

## زندگی شخصی
سیکرست در ۱۲ اکتبر ۱۹۴۶ در دیترویت، میشیگان زاده شد. در سن ۱۱ سالگی، او همراه خانواده خود به آرلینگتون، تگزاس رفت. او از مدرسه گرند پریری فارغ شده و بعداً مدرک بی‌ای خود را در ۱۹۶۸ میلادی از دانشگاه تگزاس در آرلینگتون کسب کرد. او برای سال‌های زیادی در صنعت هتل مشغول به کار بود، اما در نهایت به حوزه دانشگاه برگشته و مدرک فوق لیسانس را در ۱۹۸۵ میلادی و مدرک دکترای تخصصی خود را در ۱۹۹۰ میلادی کسب کرد.
سیکرست در ۳۰ دسامبر ۲۰۰۸ بر اثر ایست قلبی درگذشت. پس از وی همسرش و دو فرزند او که از ازدواج قبلی او بودند، به حیات خود ادامه دادند.

## زندگی‌نامه‌های منتخب
- "White's Free Banking Thesis: A Case of Mistaken Identity". Review of Austrian Economics. November 1987، Vol. II، 247–57.
- "The Internal Paradigm of an Austrian Economist: Economics As If Reality Mattered". South African Journal of Economic and Management Sciences. November 1988، Vol. I، 1–13.
- "Free Banking vs. Central Banking: A Geometrical Analysis". South African Journal of Economic and Management Sciences. November 1989، Vol. II، 83–97.
- "Free Banking in Scotland: A Dissenting View". Cato Journal. Winter 1991، Vol. 10، No. 3، 799–808.
- "The Austrian Conception of Money: An Econometric Exercise". South African Journal of Economic and Management Sciences. Summer 1993، Vol. 11، 13–28.
- "Internal Marketing: The Key for External Marketing Success". Journal of Services Marketing. 1994، Vol. 8، No. 4، 5–13. Co-authored with Walter Greene and Gary Walls.
- "Delegating Pricing Authority in Mature Industries". Review of Business. Fall 1996، Vol. 18، No. 1، 19–24. Co-authored with Walter Greene and Gary Walls.
- "Purchasing Power Parity: An Alternative Approach". South African Journal of Economic and Management Sciences. Winter 1996، Vol. 19، 35–50.
- "Austrian and Monetarist Business Cycle Theories: Substitutes or Complements?". Advances in Austrian Economics. Fall 1997، Vol. 4، 7–31.
- "The Irrationality of the Extended Order: The Fatal Conceit of F. A. Hayek". Reason Papers. Fall 1998، No. 23، 38–65.
- Free Banking: Theory, History, and a Laissez-Faire Model. Westport, Connecticut: Quorum Books. 1993. ISBN 0-89930-815-5
- "Jean-Baptiste Say: Neglected Champion of Laissez-Faire". In 15 Great Austrian Economists. Edited by Randall G. Holcombe. Auburn, Alabama: Ludwig von Mises Institute. 1999. ISBN 0-945466-04-8
- "Rand, Anarchy, and Taxes". Journal of Ayn Rand Studies. Fall 1999، Vol. 1، No. 1، 87–105.
- "Taxation and Government Are Still Problematic". Journal of Ayn Rand Studies. Fall 2000، Vol. 2، No. 1، 163–87.
- "Capital, Credit, and the Medium Run". Quarterly Journal of Austrian Economics. Fall 2001، Vol. 4، No. 3، 63–77.
- "Privateering and National Defense: Naval Warfare for Private Profit". In The Myth of National Defense: Essays on the Theory and History of Security Production. Edited by Hans-Hermann Hoppe. Auburn, Alabama: Ludwig von Mises Institute. 2003. ISBN 0-945466-37-4
- "Public Goods and Private Solutions in Maritime History". Quarterly Journal of Austrian Economics. Summer 2004، Vol. 7، No. 2، 3–27.
- "Private Provision of Public Goods: Theoretical Issues and Some Examples from Maritime History". ICFAI Journal of Public Finance. August 2004، Vol. II, No. 3، 45–73.
- "Praxeology, Economics, and Law: Issues and Implications". Quarterly Journal of Austrian Economics. Winter 2004، Vol. 7، No. 4، 19–40. Reprinted in Philosophers of Capitalism: Menger, Mises, Rand, and Beyond. Edited by Edward W. Younkins. Lanham, Maryland: Lexington Books. 2005. ISBN 0-7391-1076-4
- "Alan Greenspan: Rand, Republicans, and Austrian Critics". Journal of Ayn Rand Studies. Spring 2005، Vol. 6، No. 2، 271–97.
- "Ayn Rand Among the Austrians". Journal of Ayn Rand Studies. Spring 2005، Vol. 6، No. 2، 241–50. Co-authored with Chris Matthew Sciabarra.
- "Public Goods and the Non-Neutrality of Taxes". ICFAI Journal of Public Finance. May 2005، Vol. III, No. 2، 62–71.
- "Explaining Malinvestment and Overinvestment". Quarterly Journal of Austrian Economics. Winter 2006، Vol. 9، No. 4، 27–38.
- "Atlas, Ayn, and Anarchy: A is A is A". In Ayn Rand's Atlas Shrugged: A Philosophical and Literary Companion. Edited by Edward W. Younkins. Burlington, Vermont: Ashgate Publishing. 2007. ISBN 978-0-7546-5533-6
- "Privately Funded and Built U.S. Warships in the Quasi-War of 1797–1801". The Independent Review. Summer 2007، Vol. 12، No. 1: 101–113.